# Aleksandar Strain
Aleksandar Strain (* 5. April 1919 in Muggia; † 15. Dezember 1997 in Triest) war ein kroatischer Radrennfahrer.

## Sportliche Laufbahn
Strain war Teilnehmer der Olympischen Sommerspiele 1948 in London für Jugoslawien. Im olympischen Straßenrennen schied er beim Sieg von José Beyaert aus. Die jugoslawische Mannschaft mit Strain, August Prosenik, Milan Poredski und Aleksandar Zorić kam nicht in die Mannschaftswertung.
1947 wurde er Dritter im Straßenrennen bei den Balkan-Meisterschaften, im Mannschaftszeitfahren gewann er mit August Prosenik und Milan Poredski die Goldmedaille. 1948 wurde er beim Sieg von Aleksandar Zorić Dritter der Jugoslawien-Rundfahrt. 1949 gewann er die nationale Meisterschaft im Straßenrennen. Auch 1949 wurde er Dritter der Rundfahrt. 1948 war er Teilnehmer der Internationalen Friedensfahrt auf dem Kurs von Warschau nach Prag, er wurde 19. in der Gesamtwertung. 1950 nahm er die italienische Staatsbürgerschaft an, sein Name lautete dann offiziell Antonio Strain.